# Tomb Raider

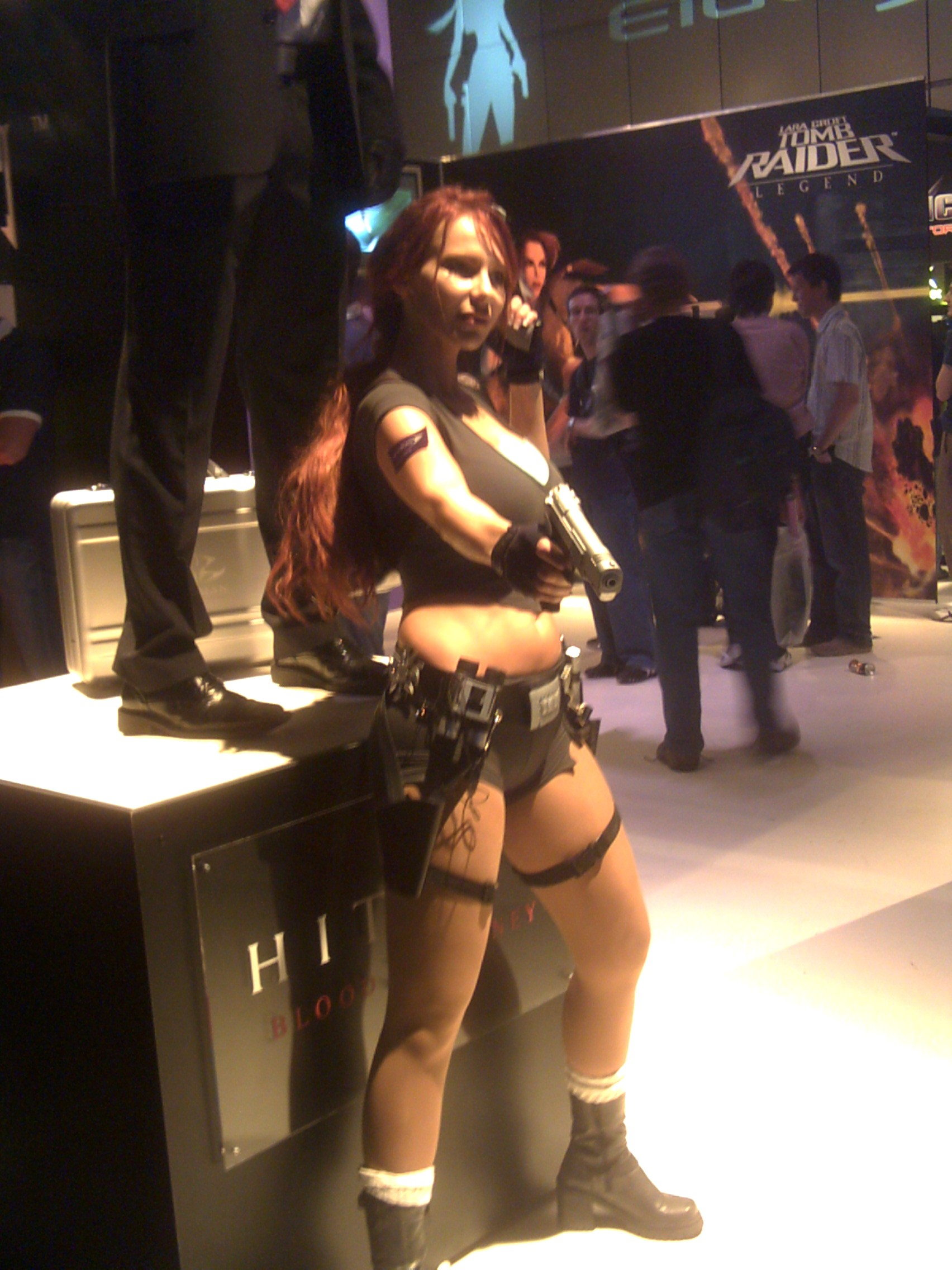
Diana Dorow als Real Lara Croft auf der Games Convention 2005

Unter dem Titel Tomb Raider [ˈtuːmˌɹeɪdə] (engl. f.: Grabräuber) entstand seit 1996 eine Reihe von Computerspielen aus dem Genre der Action-Adventures um die virtuelle Protagonistin Lara Croft. Ihr Schöpfer, Designer Toby Gard vom britischen Entwicklerstudio Core Design, konzipierte sie als eine Art weiblicher Indiana Jones. Die auch außerhalb der Spielereihe populäre Hauptfigur und die Mischung aus Action und Adventure (Geschick, Kämpfen, Waffen und Rätsel lösen) machten Tomb Raider zu einem der bekanntesten Spielefranchises, mit mehreren Verfilmungen und literarischen Begleitwerken.
Die Tomb-Raider-Serie zählt zu den meistverkauften Spieleserien der Welt. Laut Angaben des Entwicklers (Stand 2009) wurden rund sieben Millionen Exemplare des ersten Spieles der Reihe abgesetzt, insgesamt verkauften sich die Titel der Spielereihe zum Stand Mai 2022 88 Millionen Mal und zum Stand Oktober 2024 mehr als 100 Millionen Mal.
Im Mai 2022 erwarb die Embracer Group die Rechte an der Marke.

## Entwicklungsgeschichte

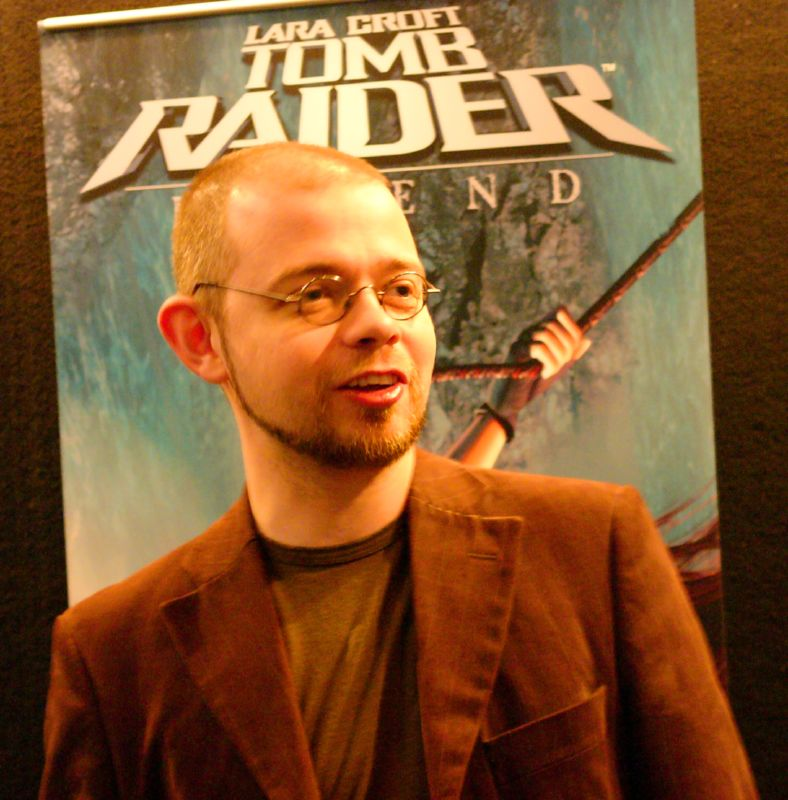
Entwickler Toby Gard auf der E3 2005

Die Premiere feierte sie auf dem Sega Saturn mit einem fünfwöchigen Vorkaufsrecht. Kurz darauf erschien der erste Teil auch für die PlayStation und DOS. Mittlerweile existieren außerdem Teile für Windows, macOS (bzw. Mac OS), Linux, Dreamcast, PlayStation 2, PlayStation 3, PlayStation 4, PlayStation Portable, Nintendo DS, Wii, Xbox, Xbox 360, Xbox One, Google Stadia sowie (unabhängige) Versionen für Nintendos Game Boy und GameCube, Nokias N-Gage sowie für PDAs mit Microsoft-Pocket-PC-2002-Betriebssystem.
Die Spiele wurden ursprünglich von Eidos Interactive veröffentlicht und bis 2003 von Core Design entwickelt. Nach unbefriedigenden Kritiken zum sechsten Teil The Angel of Darkness beauftragte Eidos Crystal Dynamics mit der Entwicklung der weiteren Tomb Raider-Spiele. Tomb Raider: Legend, der siebte Teil, erschien im April 2006 und sollte an die älteren, erfolgreicheren Teile anknüpfen. Kritiker waren besonders beeindruckt von den flüssigen Animationen und der großartigen narrativen Struktur der Geschichte; Tomb Raider: Legend verkaufte sich etwa 3 Millionen Mal. Tomb Raider: Anniversary wurde 2007 mit leichter Verzögerung veröffentlicht. Dieses Remake des ersten Teils sollte eigentlich schon Weihnachten 2006 zum zehnjährigen Jubiläum der Serie erhältlich sein. Immerhin erweiterte Crystal Dynamics Laras Fähigkeiten um Zeitlupensequenzen und zusätzliche Items.
Nach dem mäßigen Erfolg von Legends Nachfolger Tomb Raider: Underworld wurde Eidos 2009 vom japanischen Publisher Square Enix übernommen, für den Crystal Dynamics fortan an einer Neuausrichtung der Reihe arbeitete. 2013 wurde dieser Reboot unter dem schlichten Titel Tomb Raider veröffentlicht und zeigte Lara Croft auf ihrer allerersten Expedition als junge Archäologin, die auf einer Insel gestrandet ums Überleben kämpfen muss, wobei auch ihre traditionellen Doppelpistolen durch einen Bogen als Standardwaffe ersetzt wurden. Dieser neue Survival-Aspekt sollte auch die Nachfolger prägen. Für das 2015 veröffentlichte Rise of the Tomb Raider sicherte sich Microsoft zeitlich begrenzt die Rechte als Publisher, sodass der Titel ursprünglich exklusiv für die Xbox erschien. Der letzte Teil dieser Survivor-Trilogie, Shadow of the Tomb Raider, wurde dann schlussendlich von Eidos Montréal, damals ein weiterer Spieleentwickler von Square Enix, im Jahr 2018 realisiert.
Nachdem die Entwicklerstudios und die Marke im Jahr 2022 von der Embracer Group übernommen wurden, arbeitet Crystal Dynamics nun in Zusammenarbeit mit Amazon Games an einem neuen Tomb Raider-Spiel.

## Chronologie
Folgende Videospiele sind seither erschienen oder schon mit Datum angekündigt. Die in Klammern angefügte Aufzählung der Plattformen versteht sich aber nicht als abschließend. Beispielsweise erschien Lara Croft and the Guardian of Light darüber hinaus für Android, BlackBerry PlayBook, OnLive, Chrome OS und iOS. Seit Teil fünf, Tomb Raider: Die Chronik, wird offiziell auf die Nennung der Zahl im Titel verzichtet. Für die Titel Angel of Darkness, Legend und Anniversary wurde offiziell die von den Verfilmungen bekannte Form „Lara Croft: Tomb Raider – Untertitel“ verwendet.
- 1996: Tomb Raider (DOS, PlayStation, Sega Saturn) und
1997: Tomb Raider: Unfinished Business als Director’s-Cut-Version mit einigen Zusatzlevels
- 1997: Tomb Raider II – Starring Lara Croft (PlayStation, Windows, Mac OS) und
1998: Tomb Raider II: The Golden Mask ebenso als Director’s-Cut-Version
- 1998: Tomb Raider III – Adventures of Lara Croft (PlayStation, Windows, Mac OS) und
1999: Tomb Raider III: Lost Artifact als Director’s-Cut-Version
- 1999: Tomb Raider IV – The Last Revelation (Dreamcast, PlayStation, Windows, Mac OS)
- 2000: Tomb Raider: Die Chronik (Dreamcast, Windows, PlayStation, Mac OS)
- 2003: Tomb Raider: The Angel of Darkness (PlayStation 2, Windows, Mac OS X)
- 2006: Tomb Raider: Legend (Xbox, Xbox 360, PlayStation 2, PlayStation 3, GameCube, Playstation Portable, Nintendo DS, Windows)
- 2007: Tomb Raider: Anniversary (Xbox 360, PlayStation 2/3, Nintendo Wii, Playstation Portable, Windows, Mac OS X) – eine von Grund auf modernisierte Neugestaltung des ersten Teils von 1996.
- 2008: Tomb Raider: Underworld (PlayStation 2/3, Xbox 360, Nintendo Wii, Nintendo DS, Windows, Mac OS X) und
2009 exklusiv für die Xbox-360-Version die Download Contents „Unter der Asche“ und „Laras Schatten“.
- 2013: Tomb Raider (PlayStation 3, Xbox 360, Windows, OS X, Linux, Stadia) und
2014 für PlayStation 4 und Xbox One als für die Konsolen der Folgegeneration grafisch leicht modernisierte Version des Titels von 2013.
Die Stadia-Version erschien im November 2019.
- 2015: Rise of the Tomb Raider (Xbox 360, Xbox One, Windows, Linux, Stadia). 2016 erschienen Story-DLCs und Zusatzinhalte sowie im Oktober 2016 eine Special Edition (20-jähriges Jubiläum) mit allen bisherigen Download-Erweiterungen für die PlayStation 4 und Xbox One.[10] Die Stadia-Version erschien im November 2019.
- 2018: Shadow of the Tomb Raider (Xbox One, PlayStation 4, Windows, Stadia). Erschien am 14. September 2018 für alle Plattformen.
Die Stadia-Version erschien im November 2019.
- 2024: Tomb Raider I–III Remastered (Windows, PlayStation, Xbox, Switch): Im Februar 2024 von Aspyr Media herausgegebene Neuauflage der Teile I–III mit verbesserter Graphik und Steuerung.
- 2025: Tomb Raider IV–VI Remastered (Windows, Playstation, Xbox, Switch): Neuauflage wie beim zuvor erschienenen Spiel.

Zwei Top-Down-Shooter-Titel für Mehrspieler existieren als Spin-offs der Hauptserie. Sie sind unterscheidbar von der Hauptserie durch die abweichende Namensgebung:
- 2010: Lara Croft and the Guardian of Light (PlayStation 3, Xbox 360, Windows)
- 2014: Lara Croft und der Tempel des Osiris (PlayStation 4, Xbox One, Windows)[11]

Daneben sind drei Titel für Handheld-Konsolen und einige Handyspiele erschienen:
- 2000: Tomb Raider (Game Boy Color)
- 2001: Tomb Raider: Curse of the Sword (Game Boy Color)
- 2002: Tomb Raider: The Prophecy (Game Boy Advance)
- 2003: Tomb Raider: Der Osiris-Kodex (Java-fähige Handys)
- 2004: Tomb Raider: Die Suche nach Cinnabar (Java-fähige Handys)
- 2004: Tomb Raider: Das Elixier des Lebens (Java-fähige Handys)
- 2013: Lara Croft: Reflections (iOS)
- 2015: Lara Croft: Relic Run (iOS, Android, Windows Phone 8/8.1)
- 2015: Lara Croft Go (iOS, Android, Windows Phone 8/8.1, Windows, OS X, Linux)

Die Spiel-Engines der Tomb-Raider-Hauptreihe lassen sich gemeinsam mit beiden Spin-offs betrachten, da sie eine gemeinsame Spiel-Engine nutzen. Eine offensichtliche Zäsur bildet der Wechsel der Entwickler-Studios. Innerhalb der von Core Design entwickelten Spiele fällt die Spiel-Engine von Tomb Raider: The Angel of Darkness aus der Reihe, zumal sie die einzige ist, die für Sonys PlayStation 2 entwickelt wurde. Crystal Dynamics nutzt ihre eigene Spiel-Engine, die wahlweise Crystal-Engine oder cdcEngine (kurz für Crystal Dynamics Crystal Engine) genannt wird. Für Tomb Raider: Underworld wurde sie von Grund auf neu programmiert. Seit Tomb Raider (Computerspiel 2013) nennt Crystal Dynamics ihre Engine „Foundation Engine“. Im April 2022 kündigte Crystal Dynamics an, die Entwicklung eines neuen Tomb-Raider-Spiels auf Basis der Unreal Engine 5 begonnen zu haben.

## Musik
| Spiel                                      | Hauptkomponist    | Weitere Komponisten                                                      | Dauer des Hauptthemas | Gesamtdauer  |
| ------------------------------------------ | ----------------- | ------------------------------------------------------------------------ | --------------------- | ------------ |
| Tomb Raider                                | Nathan McCree     | Martin Iveson                                                            | 3:15                  | ~17 Minuten  |
| Tomb Raider II – Starring Lara Croft       | Nathan McCree     | n. a.                                                                    | 2:46                  | ~19 Minuten  |
| Tomb Raider III – Adventures of Lara Croft | Nathan McCree     | Martin Iveson, Peter Connelly und Matthew Kemp                           | 2:18                  | ~35 Minuten  |
| Tomb Raider: The Last Revelation           | Peter Connelly    | n. a.                                                                    | 2:17                  | ~18 Minuten  |
| Tomb Raider: Die Chronik                   | Peter Connelly    | n. a.                                                                    | n. a.                 | ~16 Minuten  |
| Tomb Raider: The Angel of Darkness         | Peter Connelly    | Martin Iveson, Peter Wraight (Orchestrierung) und David Snell (Dirigent) | 3:08                  | ~51 Minuten  |
| Tomb Raider: Legend                        | Troels B. Folmann | n. a.                                                                    | 2:20                  | ~180 Minuten |
| Tomb Raider: Anniversary                   | Troels B. Folmann | n. a.                                                                    | 3:37                  | ~56 Minuten  |
| Tomb Raider: Underworld                    | Colin O’Malley    | Troels B. Folmann (Supervisor)                                           | 3:33                  | ~110 Minuten |
| Tomb Raider                                | Jason Graves      | n. a., Aleksandar Dimitrijevic (Trailer)                                 | 0:51                  | ~75 Minuten  |
| Rise of the Tomb Raider                    | Bobby Tahouri     | n. a.                                                                    | 4:24                  | ~65 Minuten  |
| Shadow of the Tomb Raider                  | Brian D’Oliveira  | n. a.                                                                    | 3:36                  | ~61 Minuten  |

## Wissenswertes
Auffällig ist die überdurchschnittlich hohe Quote an Spielerinnen. Durch die Veröffentlichung eines kostenlosen Leveleditors zu Tomb Raider – Die Chronik gibt es eine große Community levelbauender Tomb-Raider-Fans.
Tomb Raider wurde mit Softcore-Erotik-Filmen parodiert. 2001 spielte Angelica Costello die Hauptrolle in Tomb Raper, 2002 Erin Brown in Mummy Raider und 2003 Lauren Hays in Womb Raider. 
Zudem existiert bspw. der Comic „Nude Raider XXX - The Further Adventures of Lana Craft“, dessen Name auf einer Modifikation für das erste Tomb-Raider-Spiel basiert.
Im US-amerikanischen Freizeitpark Kings Island gab es von 2002 bis 2011 das Fahrgeschäft Tomb Raider: The Ride, welches thematisch an die erste Verfilmung Lara Croft: Tomb Raider von 2001 angelehnt war. Nach 2007 wurden die Referenzen zum Tomb Raider Franchise entfernt und das Fahrgeschäft bis 2011 unter dem Namen The Crypt weiterbetrieben.

## Verfilmungen
Mit den Kinofilmen Lara Croft: Tomb Raider (2001) und der Fortsetzung Lara Croft: Tomb Raider – Die Wiege des Lebens (2003), in denen Schauspielerin Angelina Jolie die Rolle der Lara Croft verkörpert, gelang Tomb Raider der Durchbruch auf die Leinwand.
Ein dritter Film wurde von Metro-Goldwyn-Mayer und GK Films produziert. Im Februar 2015 wurden Evan Daugherty für das Drehbuch und Warner Bros. für die Veröffentlichung des Films angekündigt. Als Regisseur wurde Roar Uthaug verpflichtet. Ende April 2016 wurde bekannt, dass Alicia Vikander die Nachfolge von Angelina Jolie als Lara Croft im Reboot des „Tomb Raider“-Franchises antreten wird. Am 15. März 2018 kam dann der dritte Film Tomb Raider als Reboot in die Kinos.

## Romanumsetzungen

### Übersicht
Nach dem Drehbuch des ersten Kinofilms Lara Croft: Tomb Raider erschienen der gleichnamige Roman und je mit Hintergrundinformationen das offizielle Begleitbuch und das technische Handbuch.
- Dave Stern: Lara Croft: Tomb Raider. Goldmann Verlag, München 2001, ISBN 3-442-45156-6.
- Alan Jones: Lara Croft: Tomb Raider. Das offizielle Begleitbuch. Burgschmiet Verlag, Nürnberg 2001, ISBN 3-933731-79-8.
- Michael Jan Friedman: Lara Croft: Tomb Raider. Technisches Handbuch. Burgschmiet Verlag, Nürnberg 2001, ISBN 3-933731-75-5.

Nach dem Drehbuch des zweiten Kinofilms Lara Croft: Tomb Raider – Die Wiege des Lebens erschien der zugehörige Roman nur in englischer Sprache.
- Dave Stern: Lara Croft: Tomb Raider – The Cradle of Life. Pocket Star, New York 2003, ISBN 0-7434-7709-X.

Im Panini Verlag sind bisher drei Romane erschienen. Der erste, Das Amulett der Macht, ist die Brücke zwischen den Geschehnissen aus Tomb Raider IV: The Last Revelation und Tomb Raider: The Angel of Darkness. Das zwischen diesen Videospielen erschienene Tomb Raider – Die Chronik behandelt lediglich einzelne Abenteuer ohne näheren zeitlichen Zusammenhang. Der zweite Roman, Der vergessene Kult, spielt dann nach den Ereignissen aus Tomb Raider: The Angel of Darkness. Der dritte Roman schildert das Folgeabenteuer des zweiten Romans.
- Mike Resnick: Lara Croft: Tomb Raider. Das Amulett der Macht. Panini Verlag, Stuttgart 2004, ISBN 3-8332-1084-2.
- E. E. Knight: Lara Croft: Tomb Raider. Der vergessene Kult. Panini Verlag, Stuttgart 2004, ISBN 3-8332-1085-0.
- James Alan Gardner: Lara Croft: Tomb Raider. Der Mann aus Bronze. Panini Verlag, Stuttgart 2005, ISBN 3-8332-1203-9.

Am 20. Oktober 2014 erschien in englischer Sprache der Roman The Ten Thousand Immortals, der Lara Crofts unmittelbar auf die Geschehnisse des Videospiels Tomb Raider (2013) folgendes Abenteuer erzählt.
- Dan Abnett, Nicola Vincent-Abnett: Tomb Raider. The Ten Thousand Immortals. Dorling Kindersley, Indianapolis 2014, ISBN 978-1-4654-1547-9.

Ebenfalls nur in englischer Sprache ist im September 2016 der Roman Lara Croft and the Blade of Gwynnever erschienen, der eine von den Videospielen der Hauptreihe unabhängige Geschichte wiedergibt.
- Dan Abnett, Nicola Vincent-Abnett: Lara Croft and the Blade of Gwynnever. Prima Games, Indianapolis 2016, ISBN 978-1-4654-4141-6.

Bei Titan Books erschien 2018 der Begleitroman zum Spiel Shadow of the Tomb Raider in englischer Sprache.
- Stephani Danelle Perry: Shadow of the Tomb Raider - Path of the Apocalypse. Titan Books, London 2018, ISBN 978-1-78565-991-1.

### Das Amulett der Macht
Die Handlung setzt unmittelbar nach dem Ende von Tomb Raider IV: The Last Revelation ein. Lara Croft ist im Tempel des Horus verschüttet und wird schwer lädiert vom Archäologen Kevin Mason gerettet. Nachdem selbiger sie im Krankenhaus von Kairo erneut vor stummen Meuchelmördern bewahrt und beide schließlich in einem Schiff entkommen können, erfährt Lara von ihm, dass eine Gruppe von Fanatikern fälschlicherweise annimmt, sie habe im Tempel das verschollene Amulett des Mareish gefunden. Dieses Artefakt soll denjenigen, der an seine Macht glaubt, zum unbesiegbaren Nachfolger Muhammad Ahmads, zum Mahdi machen. Bei einer mörderischen Verfolgungsjagd auf dem Nil geben sich Croft drei Gefährten zu erkennen, die einer Gruppierung angehören, die das Amulett zum Schutz der Menschheit vernichten wollen. Getrennt von Mason und verfolgt von den Mahdisten reist Croft mit ihnen in den Sudan, wo sie das Amulett vermuten.
Im Sudan erkennt Croft, dass einige der bisher auf sie angesetzten Mörder in Wahrheit nicht den Mahdisten angehörten, sondern einem radikalen Teil der Gruppe ihrer Gefährten, die all jene zu töten suchen, die nur nach dem Amulett suchen: den zungenlosen „Lautlosen“. Nach Khartum führt die Reise zuerst per Kamel, während derer Croft weitere Mahdisten töten kann, in deren Gefangenschaft sie geraten war, dann per Bus, in dem sie einen weiteren Lautlosen ausschalten kann. Dort angekommen und nach einem Mordanschlag im Hotel trifft Croft wieder mit Mason zusammen. Auf der von Kämpfen unterbrochenen Suche nach Hinweisen nach dem Amulett, das Muhammad Ahmads damaliger Gegner General Charles George Gordon versteckt haben soll, stößt Lara Croft endlich auf einen ganz anderen Ort: Die Seychellen-Insel Praslin, die Gordon für den vor dem Mahdi sicheren Garten Eden gehalten haben will.
Um weniger Aufsehen zu erregen, fliegt Croft allein nach Nairobi, Kenia, um später von dort auf die Seychellen zu gelangen. Mit ihrem alten Freund Malcolm Oliver ist sie zuerst dennoch Schlagen-, Gift-, Sabotage-, weiteren bewaffneten Angriffen und Mordversuchen ausgesetzt.
Am Ziel angekommen sucht Lara Croft – wiederum allein – in einer Kirche nach dem Amulett. Überrascht wird sie dabei von Kevin Mason, der sich als Khaled Ahmed Mohammed el-Shakir entpuppt und den wahren Kevin Mason schon zu Beginn des Abenteuers getötet hatte, um seine Identität anzunehmen. Nun will er mit Hilfe des Amuletts der neue Mahdi werden. Lara täuscht ihm vor, dass er gewonnen habe. Doch hatte sie bereits zuvor – die List ahnend – an dieser Stelle ein falsches Amulett hinterlegt. Nur so kann sie sicherstellen, dass Mahdisten und Lautlose nicht mehr sie jagen werden, sondern Khaled. Das Versteck des echten Amuletts konnte Croft ebenfalls erforschen. Es gelingt ihr, der Versuchung des Amuletts zu widerstehen und es endgültig zu vernichten.
Zurück in Paris möchte Croft nach all ihren Abenteuern – jenes aus Tomb Raider IV: The Last Revelation eingeschlossen – und durch den Tod vieler Freunde verbittert von vorn anfangen. Als sie nach Monaten des zurückgezogenen Lebens erfährt, dass von Croy, Laras früherer Mentor, in der Stadt ist, schöpft sie aber neuen Mut und beschließt, ihn zu treffen. Die Geschichte leitet damit in die Ereignisse aus Tomb Raider: The Angel of Darkness über.

### Der vergessene Kult
Lara Croft erfüllt im Prolog – für die CIA, was erst der Folgeroman Der Mann aus Bronze sicher (Seite 116) bestätigt – einen Auftrag, gestohlene irakische Artefakte aus dem Anwesen des vermögenden Hehlers und Waffenhändlers Lancaster Urdmann auf Mauritius zu entwenden. Im Gegenzug werden die gegen sie wegen der Ereignisse aus Tomb Raider: The Angel of Darkness erhobenen Anklagen aus den Akten der Strafverfolgungsbehörden gelöscht.
In Schottland kommt der Kollege Werner von Croys und Archäologie-Professor Dr. Stephen Frys wegen Forschungsergebnissen zu einem uralten Méne-Kult auf der Flucht vor unbekannten Angreifern um, noch bevor er Lara Croft treffen kann. Wegen seiner versuchten telefonischen Kontaktaufnahme wird auch sie zum Ziel. Derweil bittet Lara in London der Verlobte einer ehemaligen Schulfreundin um Hilfe. Alison Jane Harfleur, genannt Ajay, war unglücklich davon besessen, wie Lara ein Leben aus abenteuerlichen Schatzsuchen zu führen. Nun soll sie einem mysteriösen Kult verfallen sein. Vor Laras Londoner Büro werden Lara und Ajays Verlobter Nils Bjorkstrom, der wegen seiner Armprothesen aus einem Kletterunfall Borg genannt wird, aber schon von Männern erwartet. Sie wollen Lara in Handschellen legen und in einem Taxi entführen. Mit Borgs Hilfe kann Lara die Männer überraschen und ausschalten. Als sie am nächsten Tag weiter über Ajay und deren Umfeld nachzuforschen beginnt, stößt sie schließlich auf Zusammenhänge zu von Croys und Frys Forschungen. Da Borg zu Ajays Verschwinden den Namen Tejo Kunai erwähnt hatte und da auch Urdmann schon im Prolog beiläufig denselben Namen genannt hatte, begibt sich Lara Croft wieder nach Mauritius, dringt getarnt als Madame-Tussauds-Wachsfigur ihrer selbst wiederum in dessen Anwesen ein und stellt ihn zur Rede. Sie erfährt, dass die Méne, über Kunai, der sich dafür interessierte, eine Verbindung von Ajays Verschwinden zu Frys brisanten Forschungen sind.
In Peru sucht derweil eine Gruppe moderner Anhänger des Méne-Kultes nach Relikten, um alte Herrschaftsstrukturen wiederzuerwecken. Ihnen gehört auch Ajay an, die für die Bergung sorgen soll. Aus Eifersucht auf Lara Croft will sie so über sie triumphieren. Offenbar ging der Überfall auf Croft in London auch von ihnen aus, weil sie einerseits Croft als Gefahr eliminieren wollten, aber sie andererseits auch zur Mithilfe mit ihren Talenten als Grabräuberin zwingen wollten.
Per Brief aus Peru wird Lara Croft vom Sohn des verstorbenen Dr. Frys, Alex Frys, kontaktiert. An einer der ehemaligen Ausgrabungsstätten seines Vaters gehe unheimliches vor. Zusammen mit Borg reist sie sodann per Flugzeug und Kanu zu Alex Frys. Dort erkennt Lara von einer im Dschungel getarnten Teleskop-Aussichtsplattform aus in der Ferne Ajay; doch die Méne schicken einen Kämpfertrupp zur offenbar entdeckten Plattform Frys, der aber zurückgeschlagen wird. Croft macht sich daraufhin mit Borg zur Ausgrabungsstätte der Méne auf. Dort entdecken sie einen unterirdischen Komplex, in dem diese ihre Götter der Tiefe verehren. In einem riesenhaften Schacht befinden sich die heiligen Schrifttafeln der alten Méne, die schon Ajay erfolglos zu bergen versucht hatte. Es gelingt Lara, einen Mechanismus zur Lösung der Tafeln von der Wand zu finden. Sie befestigen die Tafeln an einer starken Seilwinde und klettern den Schacht nach oben. Dort werden sie jedoch von gerade eingetroffenen Méne überrascht. Lara und Borg müssen sich der Übermacht ergeben und werden mit Handschellen gefesselt. Alex Frys entpuppt sich als Anführer der Méne – ebenso wie Ajay als Kultmitglied, die von ihrer Verlobung mit Borg nichts mehr wissen will. Dieser kann sich derweil unbemerkt von seinen Handschellen befreien und auch Laras Fesseln lösen. Im folgenden Kampf wird er aber von Ajay in den Schacht gestoßen. Lara springt ihm hinterher und kann sie beide mit Hilfe ihres angelegten Fallschirms unverletzt aufkommen lassen. Von dort können sie über einen engen Tunnel entkommen. Als sie schließlich in einem Hotel ruhen können, entladen sich Laras romantische Gefühle für Borg, die sich bereits über einige Zeit des Abenteuers hinweg angebahnt hatten, und beide küssen sich.
Alex Frys sinniert während dessen über seinen Aufstieg zum Anführer des Kultes. Sein Vater und dessen Kollege, Tejo Kunai, hatten über den Méne-Kult geforscht. Während Stephen Frys die Machtinstrument der Méne als zu gefährlich ansah, um ihnen weiter nachzugehen, ging Kunai den entgegengesetzten Weg. Er erkannte, wie die uralten Méne die Schrifttafeln nutzten, um mit ihren Göttern der Tiefe zu kommunizieren, wie sie den Rest der Menschheit streng führten, und dass es ein Artefakt gab, mit dessen Hilfe sie anderen Menschen ihre Gedanken aufzwingen konnten. Kunai entdeckte das Artefakt (einen Kristall) und er konnte im Beisein Alex Frys ihre ahnungslosen Besitzer ermorden. Kunai wurde damit zum Anführer des modernen Méne-Kults, rekrutierte weitere Anhänger und wollte endlich die alten Schrifttafeln finden. Wo sich diese befinden, wussten aber nur von Croy und Stephen Frys. Von Croy war während der Geschehnisse aus Tomb Raider: The Angel of Darkness ermordet worden, so dass Kunai Alex Frys losschickte, um den Ort der Tafeln von seinem Vater zu erfahren und ihn danach ebenfalls zu töten. Alex Frys führte den Befehl aber nicht aus, tötete stattdessen Kunai und riss mit Hilfe des Gedanken kontrollierenden Kristalls die Führung des Kultes an sich.
Nun ist Frys mit den geborgenen Schrifttafeln zur Inselgruppe Capricorn Group unterwegs, wohin Lara und Borg ihm folgen können. Am Strand eines Atolls findet am nächsten Tag ein Opferritual statt, in dem Bereitwillige in die Tiefe des Wassers steigen und verschluckt werden. Frys und sein verbleibender Méne-Kult verschwinden zu Crofts Erstaunen danach urplötzlich über eine Rampe im Boden. Mit Taucherausrüstung folgen Croft und Borg der Spur der Opfer in die Tiefe. Unter Wasser existiert ein System aus organischen Taucherglocken, in denen Pilze für Sauerstoff sorgen. Weit in der Tiefe sehen sie schließlich eine gigantische kristallene Kuppel, die Lara der Form nach an das Höhlensystem in Peru erinnert. Kurz vor der Kuppel werden sie aber von seltsamen Unterwasserwesen angegriffen, in die sich die Opfer vermutlich verwandelt haben, und Borg wird in einen Meeresgraben gezogen und verschwindet. Im Inneren angekommen sieht Lara, dass die Méne-Kultisten bereits ihr Werk vollenden und einen ihrer Tiefen Götter rufen konnten. Dieser verlangt nach weiteren Opfern, um weitere Tiefe Götter rufen zu können. Plötzlich wird Borg – offenbar hatte er überlebt – von zwei Méne hereingeführt. Das zwingt Lara dazu, das Feuer zu eröffnen. Mit Pistolensalven kann sie den Tiefen Gott vertreiben und Chaos bricht aus. Aus dem Wasser tauchen in Unterwasserwesen verwandelte Méne auf, Ajay schießt auf Lara und Frys versucht schließlich, Lara mit dem Méne-Kristall unter seine Kontrolle zu bekommen. Er scheitert aber an Crofts Willensstärke. Im Tumult wird die zerbrechliche Bausubstanz der Unterwasserkuppel beschädigt und sie bricht zusammen. Ajay stirbt schließlich an den Folgen einer Dekompressionskrankheit.
Im Epilog trifft sich Lara mit einer Journalistin, muss das Gespräch aber abbrechen, da sie bereits den Anruf zu ihrem nächsten Abenteuer erhält. Wie auf Seite 94 des Folgeromans zu lesen ist, leitet die Geschichte damit direkt in die Ereignisse aus Der Mann aus Bronze über.

### Der Mann aus Bronze
Lara Croft wird von Reuben Baptiste nach Warschau gerufen. Auf ihn wurde wegen eines Diplomatenkoffers ein Autobomben-Anschlag versucht. Die zwielichtige Klinik, in die er sich mühsam und verletzt retten kann, hat er kurzfristig als Treffpunkt vereinbart. Behelfsmäßig, aber einfallsreich kann sich Croft dort eines sofortigen Angriffs erwehren. Sechzehn Bewaffnete waren Reuben offenbar gefolgt. Zusammen mit ihm fährt Croft, um der Sache auf den Grund zu gehen und um Reuben weiter medizinisch zu versorgen, in das abgelegene Kloster eines Bundes, der Reuben beauftragt hatte: der geheimnisvolle Bronze-Orden. Dort öffnen sie den Diplomatenkoffer und entnehmen neben Schriftstücken eine Bronze-Figur des Osiris. Lara bemerkt gerade noch, dass diese verwanzt ist, als ein ebenfalls darin untergebrachter Sprengsatz ferngezündet wird. Reuben wird durch die Explosion getötet. Offenbar wurde im Tumult des Autobomben-Anschlags der Koffer geknackt und die Statuette ersetzt.
Der Administrator des Ordens, Pater Emil, ist daraufhin bereit, Croft mehr zu erklären, weil er ihre Hilfe möchte und weiht sie in ein Jahrtausende altes Geheimnis ein. In einem hochtechnologisierten Saal des Klosters sitzt ein Metallmann, ein bronzener Androide. Wie in der Legende um die ägyptische Gottheit Osiris wurde er 8000 vor Christus von einem unbekannten Angreifer – der Mythologie nach der Gott Set – in Stücke zerhackt und diese über die ganze Welt verstreut. Die Einzelstücke erwiesen sich als unzerstörbar und hatten die Eigenschaft immer wieder aufzutauchen. Über die Menschheitsgeschichte verliehen sie Einzelnen Macht. Als das Orakel von Delphi den persischen Hohepriester Zarathustra traf, fügten sie Schädel und Auge zusammen und ein noch mächtigeres Artefakt entstand. So entstand der Bronze-Orden, um die Stücke wieder zu vereinen. Ob der Metallmann übernatürlichen Ursprungs ist oder Produkt einer weit überlegenen Technologie, ist unbekannt. Je mehr seiner Stücke vereint sind, desto stärker und intelligenter wird er aber. Vom Technologie-Raum des Klosters aus arbeitet er über das Internet mit Polizeibehörden und Geheimdiensten, um ein stetes Ziel zu verfolgen: die Verbrechensbekämpfung. Nun fehlt ihm nur noch ein Bein.
Auf Crofts Frage weiß der Androide auch geradezu beiläufig die Antwort: Der aus dem Vorgänger-Roman bekannte Lancaster Urdmann hat den Autobomben-Anschlag orchestriert. Die echte Statuette aus Reubens Koffer hingegen ist ein Wegweiser zu den Einzelstücken des Metallmanns, an der auch Urdmann interessiert ist. So beginnt ein Wettlauf um Oberschenkel, Unterschenkel und Fuß, die gemeinsam das fehlende Bein ergeben.
Die Suche nach dem Oberschenkel führt Lara Croft nach Sibirien, wo sie mit ihrem Bekannten Ilya Kazakov per Helikopter zum Ort des Tunguska-Ereignisses fliegt. Dort stehen mit Sprengfallen versehene Zelte, die Croft aber sicher detonieren lassen kann. Auf der Spur Urdmanns begegnen Croft und Kazakov ein Säbelzahntiger und ein Mammut – Produkte der Macht des Bronzestücks. In einem nahen Stollen finden sie Wandmalereien, die Zeugnis von unheimlichen Geschehnissen abgeben, die frische Leiche eines grotesk mutierten Tieres und einen von Urdmanns Söldnern, der sich noch im Tod bewegen kann. Endlich treffen sie in einer riesenhaften unterirdischen Halle Urdmann, der bereits im Besitz des Oberschenkels ist und über einen Fluchttunnel zur Oberfläche entkommt, während Lara sich mit einem Schattenwesen aus der Urzeit auseinandersetzen muss – einer der Jahrtausende alten Schamanen des Bronzestücks. Sie kann ihn schließlich mit Sonnenlicht besiegen und ebenfalls – leider ohne den Oberschenkel – an die Oberfläche entkommen.
Laras Suche führt sie weiter zum Sargassosee, wo sich der Unterschenkel befinden soll. Vom Schiff von Konteradmiral a. D. Horatio und seinen aus der Royal Navy oder Royal Marine ausgeschiedenen Haudegen können sie ein Funksignal einer Jacht auffangen – Urdmanns? Im Gewässer tummeln sich mutierte Aale und die Strömungen des Bermudadreiecks haben verunglückte Schiffe aus den unterschiedlichsten Epochen zusammengetrieben. Croft weiß das Artefakt auf einer karthagischen Galeere, und so macht sich eine kleine Gruppe auf, um von Schiff zu Schiff der zusammengetriebenen Flottille zu springen. Grauenhaft verweste Leichen erwachen zu neuem Unleben, aber der Durchbruch zur Schatzgaleere gelingt. Dort findet Croft das trickreich versteckte Bronzestück. Während sie aber den karthagischen Priester, der das Stück immer noch bewacht, unter Wasser bekämpfen muss, hat sich Urdmann Horatios bemächtigt. Nach einem spektakulären Kampf zwingt er Lara, ihm den Unterschenkel zu übergeben. Gedemütigt schwört sie Rache. Urdmann verschwindet.
Der Bronze-Fuß soll auf der australischen Kap-York-Halbinsel sein. Zusammen mit Ilya und Horatio, die beide ebenfalls auf Rache gegen Urdmann sinnen, und mit ihrer Freundin Teresa Tennant entdeckt Lara schließlich eine Tempel-Ruine von Polynesiern, die den Fuß vor langer Zeit von den Aborigines gestohlen haben mussten, ihn aber nicht über das Meer schaffen konnten. Vorbei an Riesenspinnen, einem meterhohen Krokodil und dem Kombinationsschloss des Tempeleingangs betritt Lara allein das Gebäude. Im Inneren bittet sie laut den Bronze-Fuß um Hilfe, ihn zu finden. Der erschafft daraufhin ein bronzenes Abbild Laras, das die zurückgebliebenen polynesischen Zombie-Priester vernichtet. Lara vernichtet auch ihr Abbild, indem sie es gegen den Fuß schleudert. Vor dem Ausgang des Tempels gerät Lara aber in einen Hinterhalt und wird von einem Betäubungspfeil getroffen.
Lara erwacht allein in einem Himmelbett, trägt nur ein dünnes weißes Hemdchen, ist aber zu ihrer Überraschung nicht gefesselt. Sie erkundet das Gebäude, findet ihre drei noch betäubten Freunde, dann in einem weiteren Raum einen Maler, wie er auf Leinwand gerade Lara malt, wie sie nackt im Himmelbett liegt. Der Maler ist das Gegenstück zum Bronzemann, ein silberner Androide. Casanova, Don Juan, Marquis de Sade sollen seine Identitäten gewesen sein. Als amoralisches Wesen frönt er nur der Vergnügung. Weil er dabei keine Zurückhaltung kennt, wird er seit jeher vom Bronzenen verfolgt. Vor Jahrtausenden konnte er seinen Verfolger in Einzelstücke zerlegen und hat nun dazu Urdmann in seine Dienste gestellt. Er bietet Lara alles an, wenn sie selbst mit einer speziellen Bombe den Bronzenen wieder zerlegt: archäologische Schätze und die Möglichkeit, selbst Urdmann zu töten. Als Lara ablehnt, ruft der Silberne seine menschlichen Wachen, die Lara erst Hand- und Fußschellen anlegen, dann auf sein Geheiß in einen Kerker werfen. Ein Ausbruch scheint aussichtslos, als sich unerwartet Urdmann zu Laras Zelle schleicht. Er hatte das Gespräch belauscht und will Lara sofort erschießen. Eine Kugel kratzt Laras Oberarm, als plötzlich eine Wache des Silbernen, der exakt das geahnt hatte, auf Urdmann schießt und seinen Körper fortschleift. Lara kann die Wache ausschalten, als diese in der Zelle nach Laras Wunde sehen will. Im Atelier findet sie das Bronze-Bein und kann auch ihre drei Freunde befreien und fliehen. Sie nimmt dann mit dem Bronzenen Kontakt auf, der sofort an ihren Standort reist: Rio de Janeiro. Doch Lara bemerkt gerade rechtzeitig, dass ihre Fluchtmöglichkeit eine List war, ihr Bronze-Bein eine Fälschung ist und die Bombe beinhaltet, mit der sie den Bronzenen ausschalten sollte. In einem finalen Kampf kann sie zuerst das falsche Bein dem Bronze-Orden wieder entwenden, sich dann zum Silbernen schleichen, dort endlich Urdmann besiegen und das echte Bein bergen. Urdmann, der im Kampf die Macht des Silbernen benutzte, wird durch das echte Bein des Bronzenen, der kurz darauf selbst den Silbernen besiegt, buchstäblich in Luft aufgelöst. Dasselbe geschieht mit beiden Androiden. Sie kehren offenbar zu ihrer Heimat zurück.

### The Ten Thousand Immortals
Die Handlung schließt unmittelbar an die Geschehnisse von Tomb Raider (2013) an und ereignet sich noch vor der unten beschriebenen Comicreihe von Dark Horse Comics. Lara Croft lebt seit ihrer Rückkehr zusammen mit ihrer besten Freundin Samantha Nishimura in einer Londoner Wohnung. Auf Grund des erlittenen Horrors von Yamatai plagen sie noch immer heftige Panikattacken. Als sie nach dem jüngsten Anfall frische Luft schnappen will, läutet ihr Mobiltelefon. Samantha wurde in ein Krankenhaus eingeliefert. Erschrocken erfährt Lara, dass Samanthas Psyche beschädigt ist und sie beim Erwachen aus dem Koma nicht den eigenen Namen nannte, sondern den Himikos. Konnte die geisterhafte Königin Yamatais im dort abgehaltenen Ritual doch einen Teil ihres Geistes auf Samantha übertragen? Verliert Samantha den Kampf um ihre Seele? Lara Croft begibt sich ganz auf ihre Art, aber verzweifelt auf die Suche nach einer Heilmöglichkeit und stößt dabei auf den Mythos des Goldenen Vlieses.
Spuren über den Verbleib des Vlieses sind äußerst dürftig. An der Universität Oxford bekommt Lara von ihrem Kollegen Kennard Montez, der auch romantisches Interesse an ihr entwickelt, den Hinweis einen Händler in Paris zu kontaktieren. Als sie schließlich in Paris eintrifft, wird ihr Interesse am Vlies offenbar ernst genommen. Schon am Bahnhof wird Lara in aller Öffentlichkeit entführt, indem den Umstehenden suggeriert wird, sie habe eine weitere Panikattacke und müsse in Sicherheit gebracht werden. Sie wird von einem mächtigen Mann, der sich Ares nennt, in dessen Hochhaus-Büro verhört, kann aber nicht viel preisgeben und kurz darauf seiner Kampftruppe, den Ten Thousand Immortals, entkommen. Trotz Verwanzung kann Lara auch der weiteren Verfolgung entgehen und sie trifft am nächsten Tag den von Kennard genannten Händler Menelaou. Der bietet nur ein kleines Teil des Vlieses: ein Stück Fell ohne Gold. Lara muss ein weiteres Mal fliehen, als Ares Helfer eintreffen und Menelaou ermorden.
Wieder von Kennard wird Lara zu einer Unterwasser-Ausgrabungsstätte auf der griechischen Insel Anafi eingeladen. Dort soll der griechische Held Iason einst mit seinen Argonauten als erstes Halt gemacht haben, nachdem er sich das Goldene Vlies erkämpft hatte. Vor Ort gerät Lara aber schon bald in die Fänge einer weiteren Partei, die von der Suche von dem Vlies gehört hat. Der an der Huntington-Krankheit sterbende Schauspieler Christian Fife sieht es als seine letzte Chance. Lara wird von zwei Leibwächtern in ein Auto gezerrt und auf seine nahe Villa gebracht, wo er sie dazu zwingen will, für ihn zu arbeiten. Sie kann jedoch in der Nacht fliehen. Zurück auf dem Schiff der Unterwasser-Ausgrabungsstätte entdeckt Lara bald, dass Kennard sie angelogen hat. Das Logbuch des Schiffs ergibt, dass es nicht schon wochenlang zur Ausgrabung ankerte, sondern erst kurz vor Laras Ankunft eintraf.
Nach und nach setzt Lara die Informationen zusammen, die sie schon über das ganze Abenteuer hinweg immer weiter recherchiert hatte. Das Gold des Vlieses war die ganze Zeit über in Oxford im Studierzimmer Kennards Professors. Nach einem weiteren Zwischenfall mit Verfolgern und dem Sicherheitspersonal des Athener Flughafens reist Lara zurück nach England. Als Lara den Professor besucht, eskaliert die Lage. Erst dringen Christian Fifes bewaffnete Männer ein, dann die Ten Thousand Immortals, die mordend das Gold an sich bringen. Aber das Gefecht ist noch größer. Kennard Montez ist ebenfalls dort. Er gibt sich und weitere als Studenten getarnte Kämpfer als Mitglieder der Gruppe Trinity zu erkennen, die schon im Videospiel Tomb Raider (2013) referenziert ist und ebenfalls in der folgenden Comicreihe von Dark Horse Comics eine Rolle spielen wird. Anscheinend wollen sie alle Hinweise auf das Vlies aus der Welt schaffen. Trinity kämpft gegen die Ten Thousand Immortals und beide sind hinter Lara her, als diese nach wilden Nahkämpfen und Feuergefechten das Gold an sich bringen kann. Auch Ares stirbt; schließlich sind nur noch Kennard und Lara am Leben. Kennard stellt Lara auf dem Turm des Gebäudes. Er erklärt ihr, dass er nach den Ereignissen auf Yamatai Lara für Trinity anwerben wollte, sein Ansinnen aber wegen Crofts Charakter abgelehnt wurde. Er mochte sie von Anfang an, muss nun aber seinen Auftrag erledigen und erschießt Lara.
Wenig später erwacht Lara am selben Ort. Ihr Kopf blutet, alle Gliedmaßen schmerzen und sie hat eine leichte Gehirnerschütterung. Als bald ein Sanitäter und die Polizei zu ihr eilen, geht es ihr schon erstaunlich besser. Nach einer knappen Aussage an die Polizei darf Lara den Ort des Geschehens verlassen. Erst Stunden später vor dem Duschen bemerkt Lara, dass während des Gefechts offenbar eine Kugel einen Teil des Goldes vom Vlies abgeschlagen haben muss. Der kleine Nugget hatte sich in Laras abgerissener Hosentasche verfangen. Hat die Heilkraft des Vlieses Lara vor dem sicheren Tod gerettet? Schon am nächsten Tag besucht Lara Samantha im Krankenhaus und bringt ihr den Goldnugget als Geschenk. Sie genest.

### Lara Croft and the Blade of Gwynnever
Lara Croft begibt sich gemeinsam mit ihrem aus dem Videospiel Lara Croft und der Tempel des Osiris und der Comicreihe Lara Croft and the Frozen Omen bekannten Mitstreiter Carter Bell auf die Suche nach dem Schwert der sagenumwobenen Guinevere.

## Comicumsetzungen

### Glénat
Im März 1999 erschien im französischen Verlag Glénat und geschrieben von Alex Alice der Tomb-Raider-Comic Dark Aeons (ISBN 978-2-7234-2750-0), der aber vom Markt genommen werden musste, weil Eidos Interactive die Rechte mittlerweile an Top Cow Productions verkauft hatte.

### Top Cow Productions
Top Cow Productions veröffentlichte mit fünfzig Comics die bislang längste Serie. In Deutschland haben zuerst der Egmont Ehapa Verlag, später mg publishing und schließlich der Infinity Verlag Übersetzungen veröffentlicht. Band 1 von Top Cow erschien im Dezember 1999. Die Serie schloss mit Band 50 im Januar 2005. Die Ausgaben erschienen in der Regel monatlich, zuerst unter dem gemeinsamen Titel starring Lara Croft as the Tomb Raider und ab Ausgabe 25 unter Lara Croft, Tomb Raider, um namentlich an die Verfilmung Lara Croft: Tomb Raider von 2001 anknüpfen zu können. Die Serie beinhaltet zusammenhängende Geschichten über mehrere Comics. Die ersten vier Titel etwa erzählen Lara Crofts Suche nach der Maske der Medusa. Geschrieben sind Band 1 bis 20 von Dan Jurgens, Band 21 bis 31 von John Ney Rieber, Band 32 von Adam Hughes, Band 33 bis 49 von James Bonny und Band 50 von Dan Slott.
Von November 2001 bis Mai 2003 erschien die Reihe Tomb Raider Journeys starring Lara Croft. Sie umfasste zwölf Comics, die von Fiona Avery geschrieben wurden.
In den 1990er und 2000er Jahren veröffentlichte Top Cow außerdem einige Einzeltitel, beispielsweise Sphere of Influence, Takeover und Arabian Nights. Lara Croft trat auch zusammen mit anderen Figuren aus eigenen Comic-Reihen in Crossovers wie mit Witchblade oder Fathom auf.

### Dark Horse Comics
Tomb Raider (2013) folgt eine 18-bändige Comicserie, die von Dark Horse Comics verlegt wird und schlicht Tomb Raider titelt. Die Reihe begann im Februar 2014; Band 18 erschien im Juli 2015. Die Bände 1 bis 6 sind von Gail Simone geschrieben. Darin kann Lara Croft gemeinsam mit einigen Nebencharakteren aus dem Videospiel Tomb Raider (2013) die Wiedererweckung des Antagonisten Father Mathias verhindern. Die Bände 7 bis 12 sind von Gail Simone und Rhianna Pratchett gemeinsam geschrieben. Lara Croft findet und schützt darin eine Aussteigerin aus der sinistren Organisation Trinity, die zuvor im Videospiel Tomb Raider (2013) am Rande eingeführt wurde und im Roman The Ten Thousand Immortals als Widersacherin auftrat. Schließlich verfasst Rhianna Pratchett die Bände 13 bis 18 allein. Im Hinblick auf das folgende Videospiel Rise of the Tomb Raider entwickeln sie Lara Croft und weitere Charaktere aus Tomb Raider (2013) erzählerisch weiter. Je sechs Bände sind in Taschenbuchausgaben zusammengefasst: Season of the Witch (November 2014, ISBN 978-1-61655-491-0), Secrets and Lies (Mai 2015, ISBN 978-1-61655-639-6) und Queen of Serpents (angekündigt für November 2015, ISBN 978-1-61655-818-5). Eine deutsche Übersetzung der ersten Taschenbuchausgabe mit dem Titel Die verfluchte Insel veröffentlichte Panini im Mai 2015 (ISBN 978-3-95798-227-8).
Im Oktober 2015 begann Dark Horse Comics eine Reihe von fünf Comics unter dem Titel Lara Croft and the Frozen Omen. Im Unterschied zu den Videospielen der Hauptreihe Tomb Raider (2013) und Rise of the Tomb Raider (2015) und zur vorigen Comicserie widmet sich die zusammenhängende Geschichte wieder der bereits herangereiften Lara Croft aus den Spin-Off-Titeln Lara Croft and the Guardian of Light und Lara Croft und der Tempel des Osiris. Es zeichnet Randy Green; Autorin ist Corinna Bechko. Eine deutsche Sammelausgabe gibt dani books unter dem Titel Lara Croft und die Artefakte des Bösen heraus (ISBN 978-3-95956-022-1).
Seit Februar 2016 führt Dark Horse eine Fortsetzung ihrer ersten Comicreihe unter dem Titel Tomb Raider II mit monatlichen Ausgaben. Die Handlung setzt diejenige des jüngsten Videospiels der Hauptreihe, Rise of the Tomb Raider, fort.
Im Januar 2017 Pausiert die Serie mit der Ausgabe Nummer 12 und im Dezember wurde diese unter dem Titel: Tomb Raider: Survivors Crusade weiter fortgesetzt.